# Gorovei (okręg Botoszany)
Gorovei – wieś w Rumunii, w okręgu Botoszany, w gminie Văculești. W 2011 roku liczyła 37 mieszkańców.